# کشتار جمعی

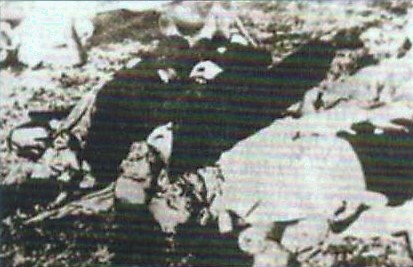
تصویری از قتل‌عام سربازان مقدونی به دست ارتش بلغارستان در جنگ

کشتار جمعی، کشتار دسته‌جمعی یا قتل‌عام به عمل قتل و کشتار دسته‌جمعی از جانوران یا از انسان و جز آن گفته می‌شود بنابر تعریف اف‌بی‌آی، کشتار جمعی به قتل چهار نفر یا بیش از آن گفته می‌شود که بدون وقفه انجام شده باشد.
کشتارهای جمعی ممکن است توسط افراد یا حتی توسط سازمان‌ها انجام شود. این کشتارها همچنین می‌تواند شامل قتل تعداد زیادی از شهروندان توسط دولت‌های محلی و مأموران آنها باشد. تیراندازی به معترضان غیرمسلح، پرتاب نارنجک به درون زندان‌ها و اعدام تصادفی شهروندان غیرنظامی نیز از موارد کشتار جمعی محسوب می‌شود.
انجام کشتار جمعی متفاوت با کشتار دوره‌ای است که در آن مرتکب در چند نوبت و در مکان‌های متفاوت و در زمانی مشخصی بین آنها دست به کشتن دو نفر یا بیشتر می‌زند و همچنین متفاوت با آدم‌کشی زنجیره‌ای است که در آن قاتل تعداد زیادی را در محدودهٔ زمانی طولانی به قتل می‌رساند. بزرگ‌ترین کشتارهای جمعی تاریخ تلاش برای نابودی گروهی از مردم و جوامع بر اساس قومیت و مذهب بوده است که بعضی از این کشتارها با عنوان نسل‌کشی و بقیه با نام جنایت علیه بشریت شناخته می‌شود. 